# Hanif
El término hanif describe al hombre monoteísta que vive antes de la revelación del Corán, que ni es judío ni cristiano, pero que renuncia a la idolatría de imágenes y de los astros.

## Etimología
Ḥanīf (حنيف en árabe; plural ḥunafā, حنفاء) tiene su raíz en árabe en ḥ-n-f, que significa "inclinarse, declinar".

## Concepto
El término hanif resulta uno de los conceptos más interesantes del Islam. En principio es el que posee la religión verdadera de forma innata. En la historia sagrada islámica sería la religión primordial de la unidad y sinceridad con Alá. Hanif es quien se inclina de manera espontánea hacia el Creador y no le asocia nada. El hanif por excelencia es Abraham (Ibrahim, en árabe) y la comunidad de los creyentes se llama la millat (comunidad) de Ibrahim. Toda la enseñanza de esta forma natural de religión empieza con Ibrahim y hace referencia a no asociar a Alá. 
Además el concepto de hanif va emparejado con el concepto de "no asociador": asociar, según la doctrina islámica, es un falseamiento de la realidad por miedo o debilidad. «Asociar» sería equivalente a aferrarse a falsos ídolos, falsos dioses, falsas promesas, falsas esperanzas, falsos protectores y falsos refugios. El asociador difiere del idólatra y del politeísta, pues asocia a un dios principal uno a más dioses menores o secundarios (Corán 15-96).

## Citas en el Corán
Las citas donde aparece en el Corán son (tomadas de la traducción de Julio Cortés, 2005):
- 2; 135: Dicen: "Si sois judíos o cristianos estáis en la vía recta". Di "no antes bien la religión de Abraham que fue Hanif y no asociador"
- 3; 67: Abraham no fue judío ni cristiano, sino que fue hanif, sometido a Alá, no asociador
- 3; 95: Di Alá ha dicho la verdad. Seguid pues la religión de Abraham que fue Hanif y no asociador,
- 4; 125: "¿Quién practica una mejor religión que aquel que se somete a Allah, es benefactor y sigue la religión de Abraham, hanif que era monoteísta? Allah hizo de Abraham uno de Sus siervos más amados"
- 6; 79: Vuelvo mi rostro, como hanif, hacia Quien ha creado los cielos y la tierra. Y no soy asociador.
- 6; 161: Di: "a mí, mi Señor me ha dirigido una vía recta, una fe verdadera, la religión de Abraham, que fue hanif y no asociador"
- 10; 105; Y profesa la religión como hanif y no seas asociador
- 16: 120: Abraham fue una comunidad, devoto de Alá, hanif y no asociador.
- 16; 123: Luego te hemos revelado: "sigue la religión de Abraham que fue Hanif y no asociador"
- 22; 31: ¡Como Hanifes para con Dios y no como asociadores! Quien asocia a Dios otros dioses es como si cayera del cielo: las aves se lo llevarán o el viento lo arrastrará a un lugar lejano.
- 30; 30: ¡Profesa la religión como hanif, según la naturaleza primigenia que Alá ha puesto en los hombres! No cabe alteración en la creación de Alá. Esa es la religión verdadera, pero la mayoría de los hombres no lo saben.
- 98; 5: Pero no se le ordenó sino que sirvieran a Dios, rindiéndole culto sincero como hanifes, que hicieran la azalá y dieran el azaque. Es la religión verdadera.